# Almhöjden

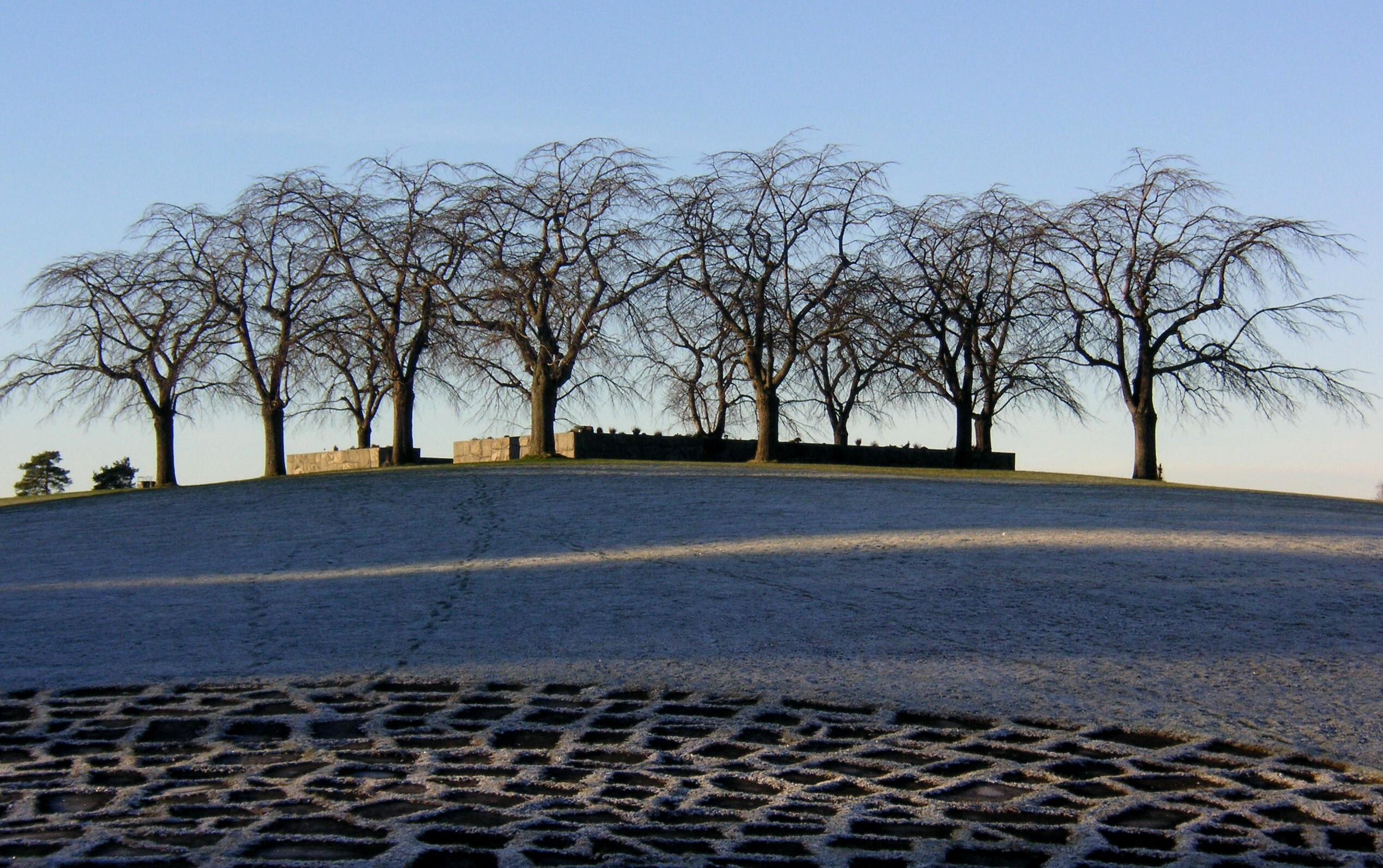
Almhöjden på Skogskyrkogården i december 2006.

Almhöjden, eller Meditationslunden, är en med paraplyalmar bevuxen meditationplats inom Skogskyrkogården i Stockholm, belägen väster om Skogskrematoriet. Kullen med dess omgivning som Gunnar Asplund kallade "bibliskt landskap" gestaltades huvudsakligen av arkitekt Sigurd Lewerentz och understryker landskapets mjuka, klassiska karaktär. Här finns klara likheter med en målning av Caspar David Friedrich från omkring 1824 och att Friedrichs landskapsmåleri har påverkat Asplund och Lewerentz är tämligen säkert. Sedan 1994 är Skogskyrkogården upptagen på Unescos världsarvslista.

## Landskapsbilden
Meditationslunden är tillsammans med Korsets väg, Monumenthallen, spegeldammen samt granitkorset och det öppna området väster därom det "bibliska landskapet" (Asplund ) som är en viktig del av hela Skogskyrkogården. Landskapsbilden öppnar sig så snart man passerar in genom huvudingången från Sockenvägen. 

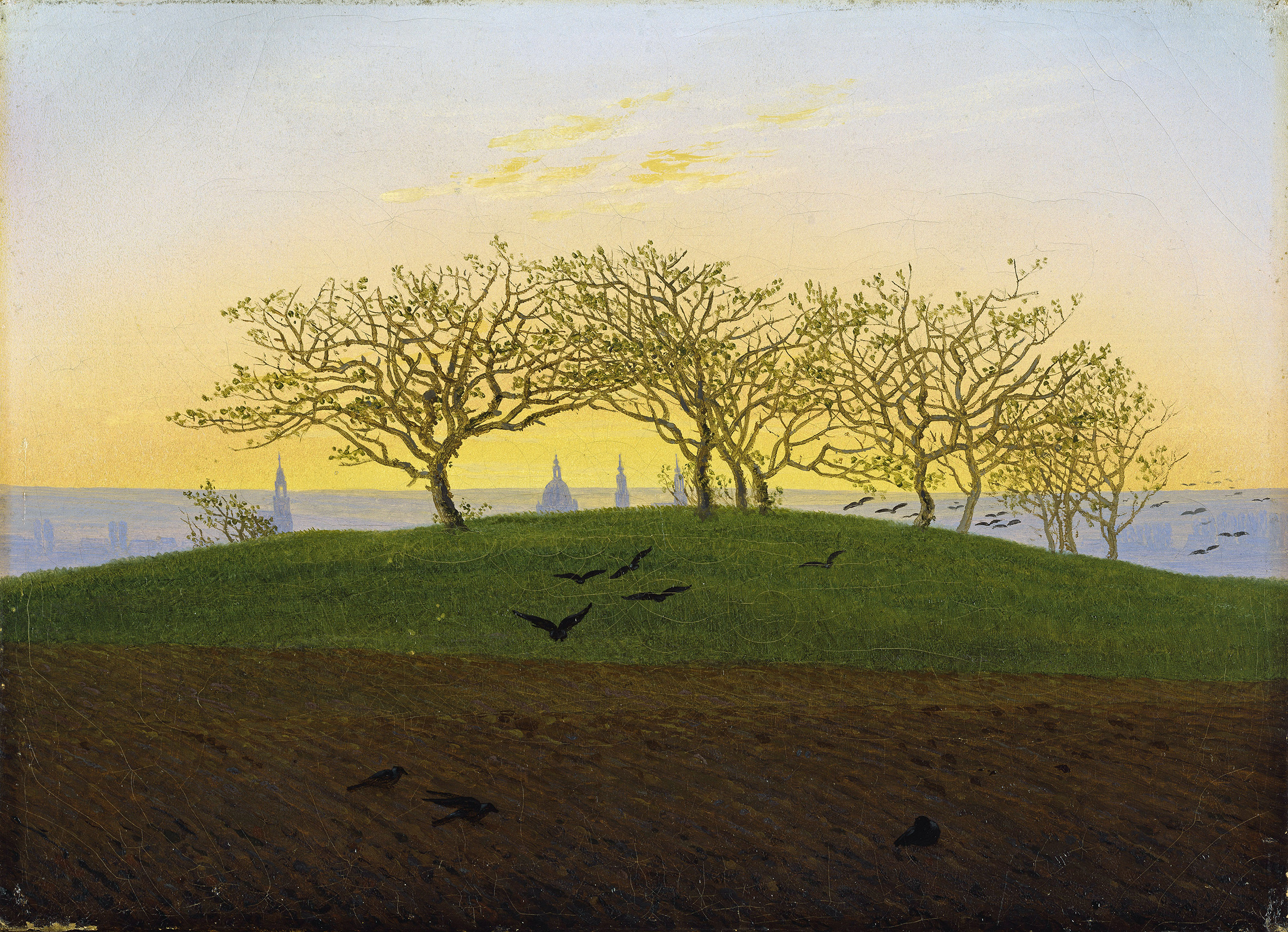
C.D. Friedrich, "Kulle och åker nära Dresden", målning från omkring 1824

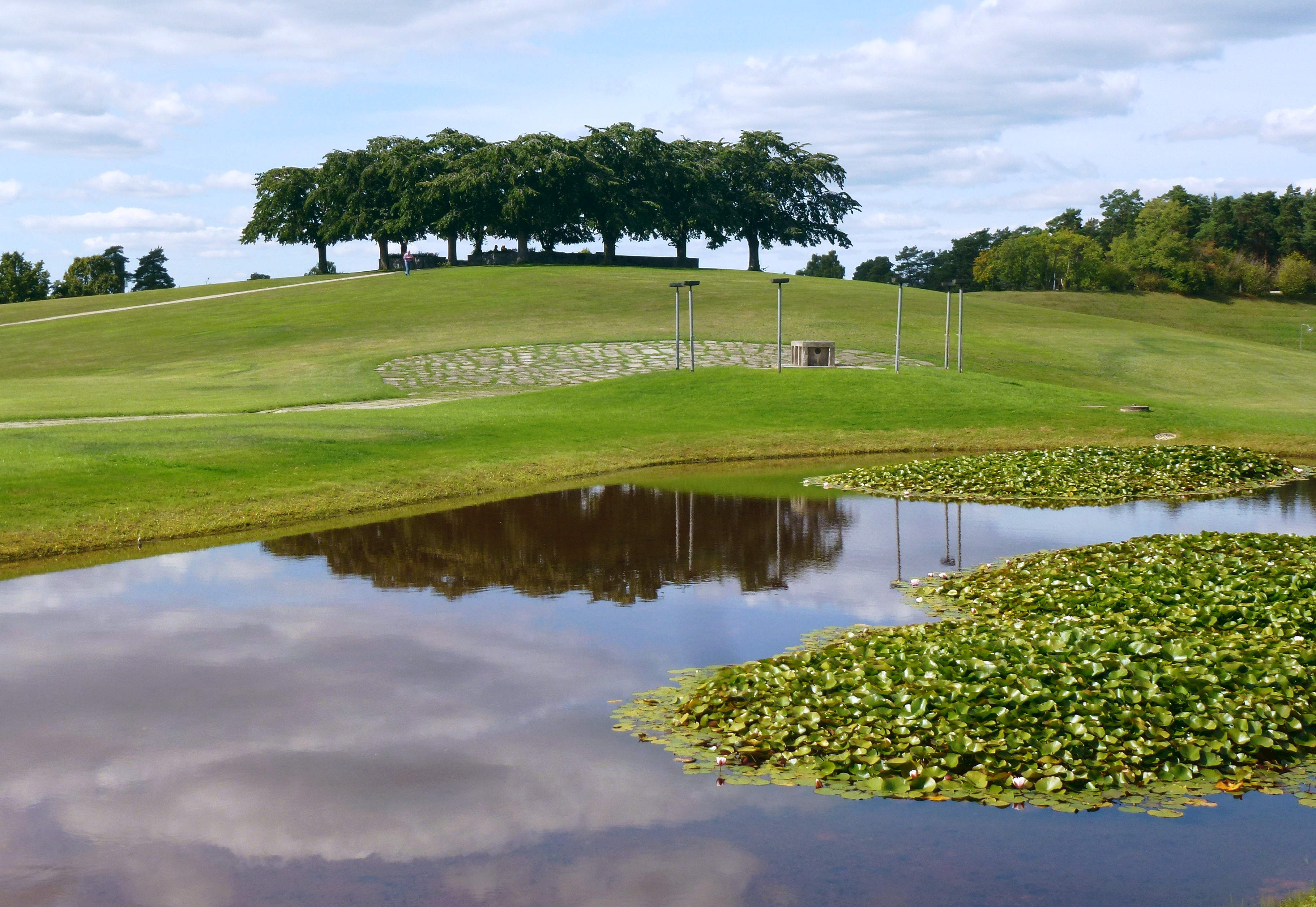
Meditationslunden och spegeldammen 2013.

Landskapet omkring Meditationslunden skapades av arkitekterna Sigurd Lewerentz och Gunnar Asplund men själva Meditationslunden fanns inte med i deras tävlingsförslag från 1915, däremot en lyckad gestaltning av landskapet. Prisjuryn, där bland andra Ragnar Östberg och  Gustaf Wickman ingick, skrev efter tävlingen i sitt yttrande bland annat: "Det sätt, varpå utnyttjande av grustagen skett, utmärker sig genom naturlig enkelhet och genialt verkningsfull formgivning."
Gestaltningen växte sakta fram; i ett utkast från 1922 finns Tallums huvudkapell placerat mitt över en axel från entrén. På en plan från 1932 har landskapet tagit form, men fortfarande utan kors. Vid invigningen av Skogskrematoriet 1940 var även landskapet med granitkorset och Meditationslunden fullbordat. 
Skogskyrkogårdens landskap skulle uttrycka arkitekternas uppfattning att det var frågan om en kyrkogård och inte en kunglig lustpark i engelsk stil. Här blev det nordiska landskapet till huvudmotiv och en viktig inspirationskälla var Caspar David Friedrich som var den förste som medvetet använde sig av nordiska landskapstyper, som den djupa barrskogen eller en gravkulle på heden omgiven av ekar. "Kulle och åker nära Dresden" skapades av Caspar David Friedrich 1824 och kan ha varit en direkt förebild vid gestaltningen av Meditationslunden.
Skogskyrkogårdens "bibliska landskap" har även drag av antiken, där Pompejis "Via Sepulchra" stod som inspirationskälla för "Korsets väg". Asplunds och Lewerentz verk står även i kontrast till samtida europeiska kyrkogårdsanläggningar. Dessa präglades ofta av landskapsmotiv som var influerade av Arnold Böcklins symboliska målningar.[källa behövs]

## Genomförandet

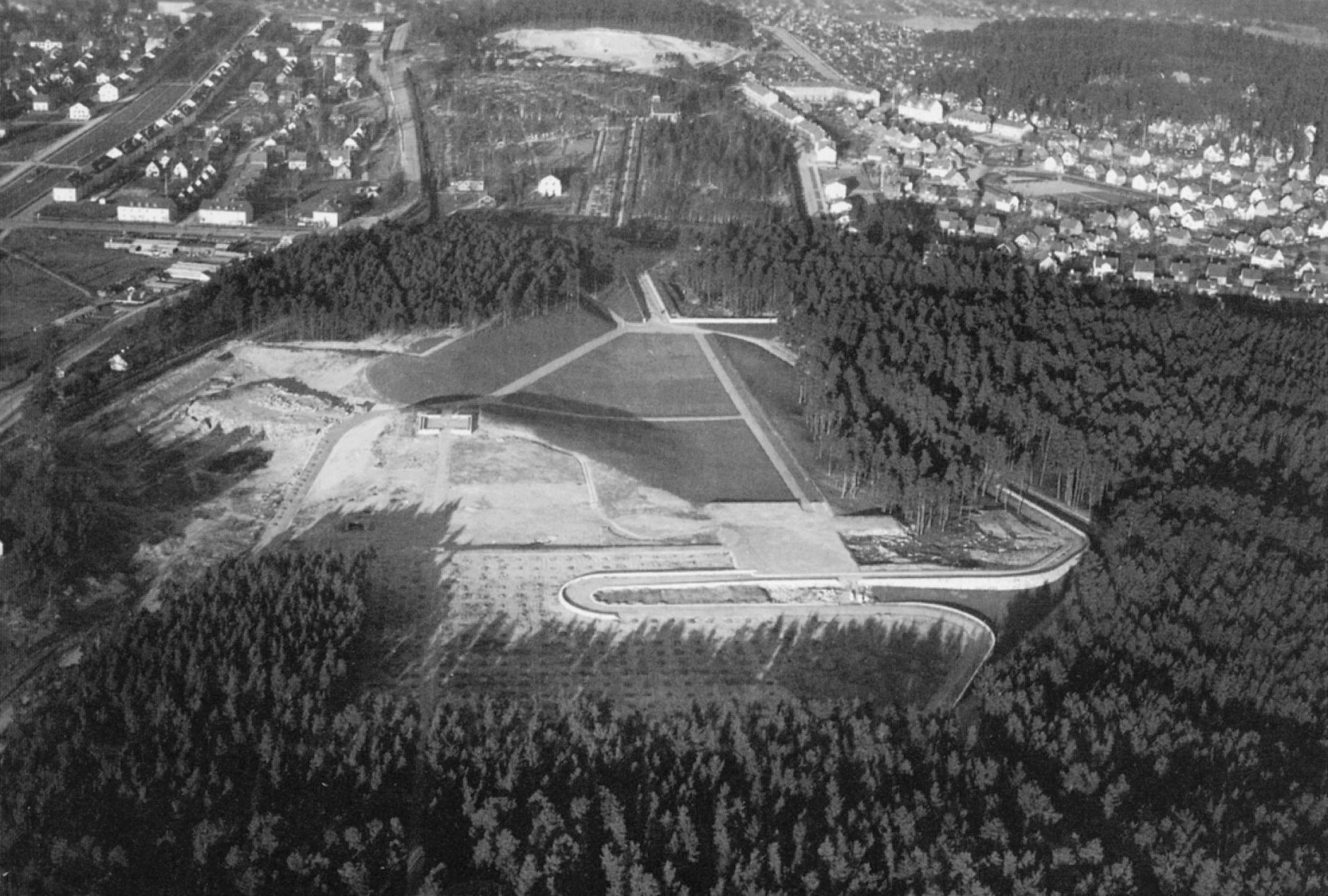
Skogskyrkogården 1934, vy mot norr

När Stockholms stadsfullmäktige 1912 upplät området från godset Enskede gård fanns här tre grustag som man förutsatte kunde utnyttjas till att gestalta dalbildningar. Två mindre vägar och en rågång skar igenom furuskogen.
Den första utbyggnadsetappen av Skogskyrkogården omfattade områdets norra del inklusive två grustag. Ingreppen i själva landskapet blev begränsade och omfattade de tre grustagen. Grustaget väster om dagens Skogskrematoriet formades till en artificiell dal som sedermera innehöll spegeldammen. Försäljningen av gruset räknade man med skulle täcka anläggningskostnaderna.
Arbetet med Skogskyrkogårdens murar samt gräv- och schaktningsarbeten hade till stor del utförts som nödhjälpsarbeten under första världskriget och senare under depressionen på 1930-talet. På ett flygfotografi från 1930-talet ser man hur landskapet sakta tar form. I bakgrunden ligger den äldre Sandsborgskyrkogården och däromkring växer nya småstugor upp. I uthuggningen närmast Farstabanan syns det stora grustaget och på höjden intill har den kvadratiska Meditationslunden just blivit färdigställd, planteringen saknas ännu. Rakt över Meditationslunden leder "Sju brunnars väg". På östra sidan har just schaktarbeten av Heliga Korsets kapell påbörjats. För Meditationslunden byggdes på kullens topp en kvadratisk öppet plats med mått 20x20 meter som omgärdas av en cirka en meter hög mur bestående av huggen granit. Det är sista resterna av den tidigare föreslagna ceremonigården kring Tallums huvudkapell.
Murens krön utformades som en planteringslåda. Platsen inramas av 12 uppstammade paraplyalmar. Under slutet av 1930-talet var hela landskapet omgestaltat så som det ter sig idag. Meditationslunden ska inte förväxlas med Skogskyrkogårdens minneslund, som ligger ett hundratal meter längre norrut och som invigdes 1961.

## Bilder

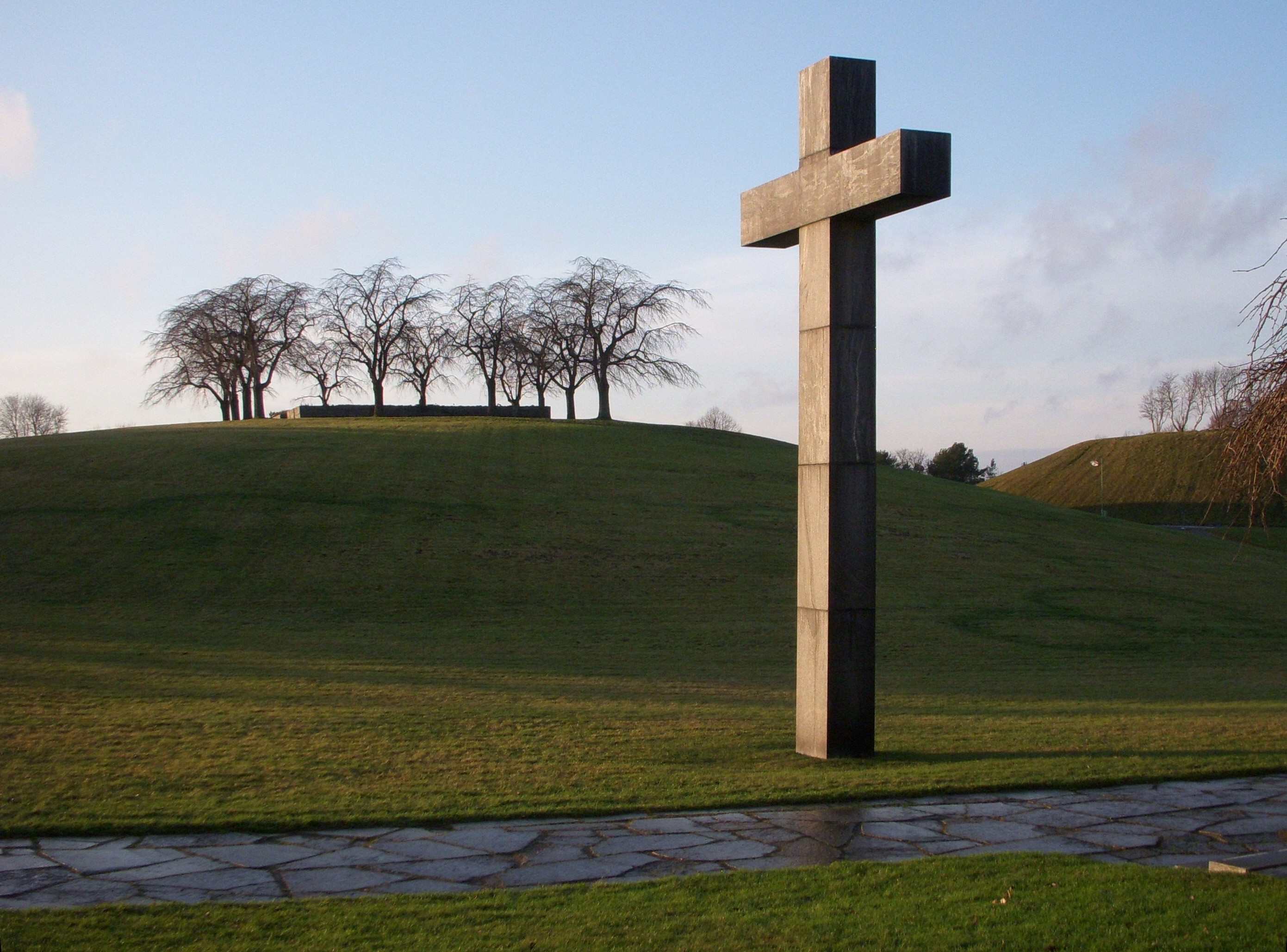
"Korsets stig" och Almhöjden, december 2011
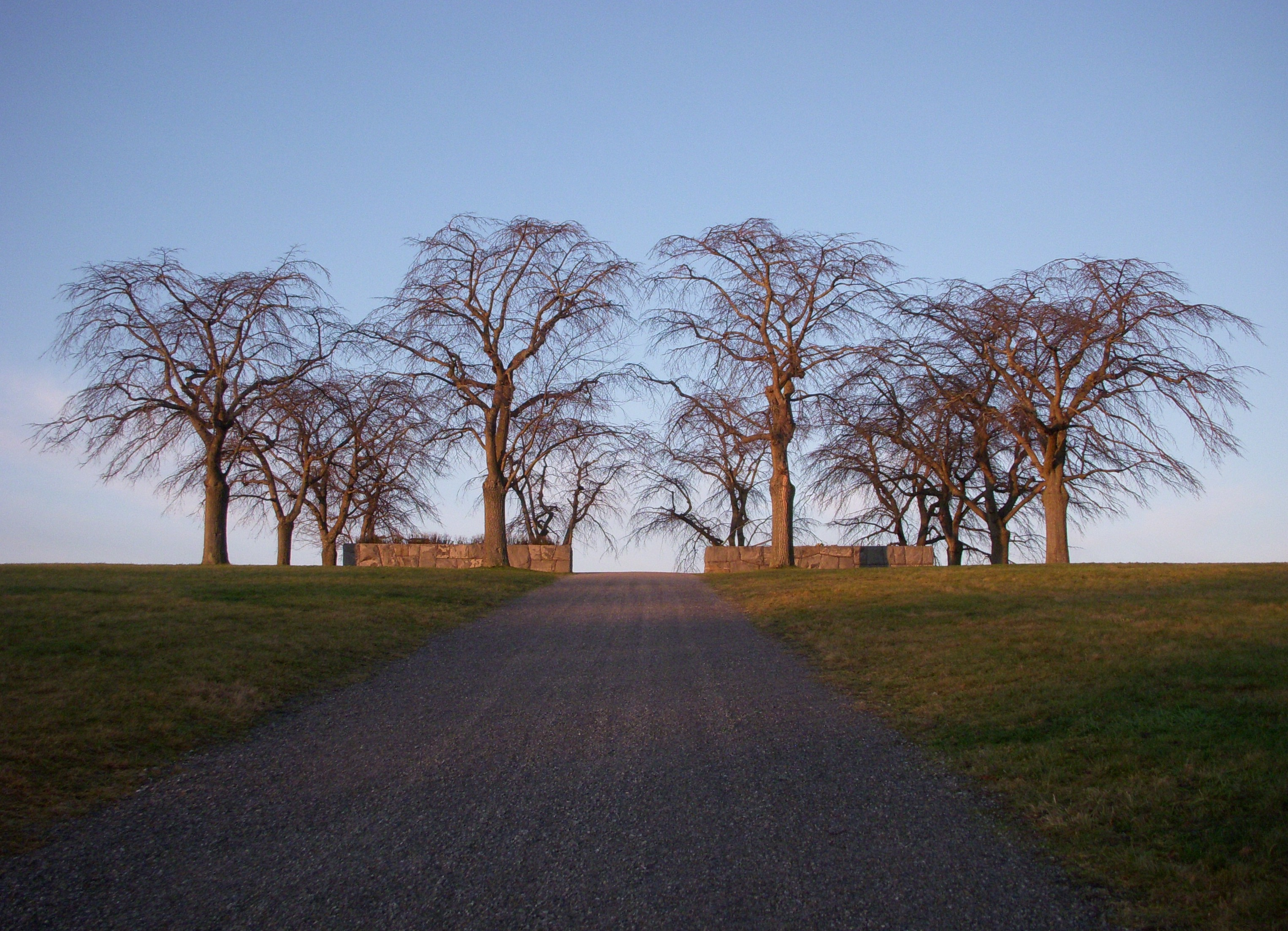
Almhöjden, december 2011
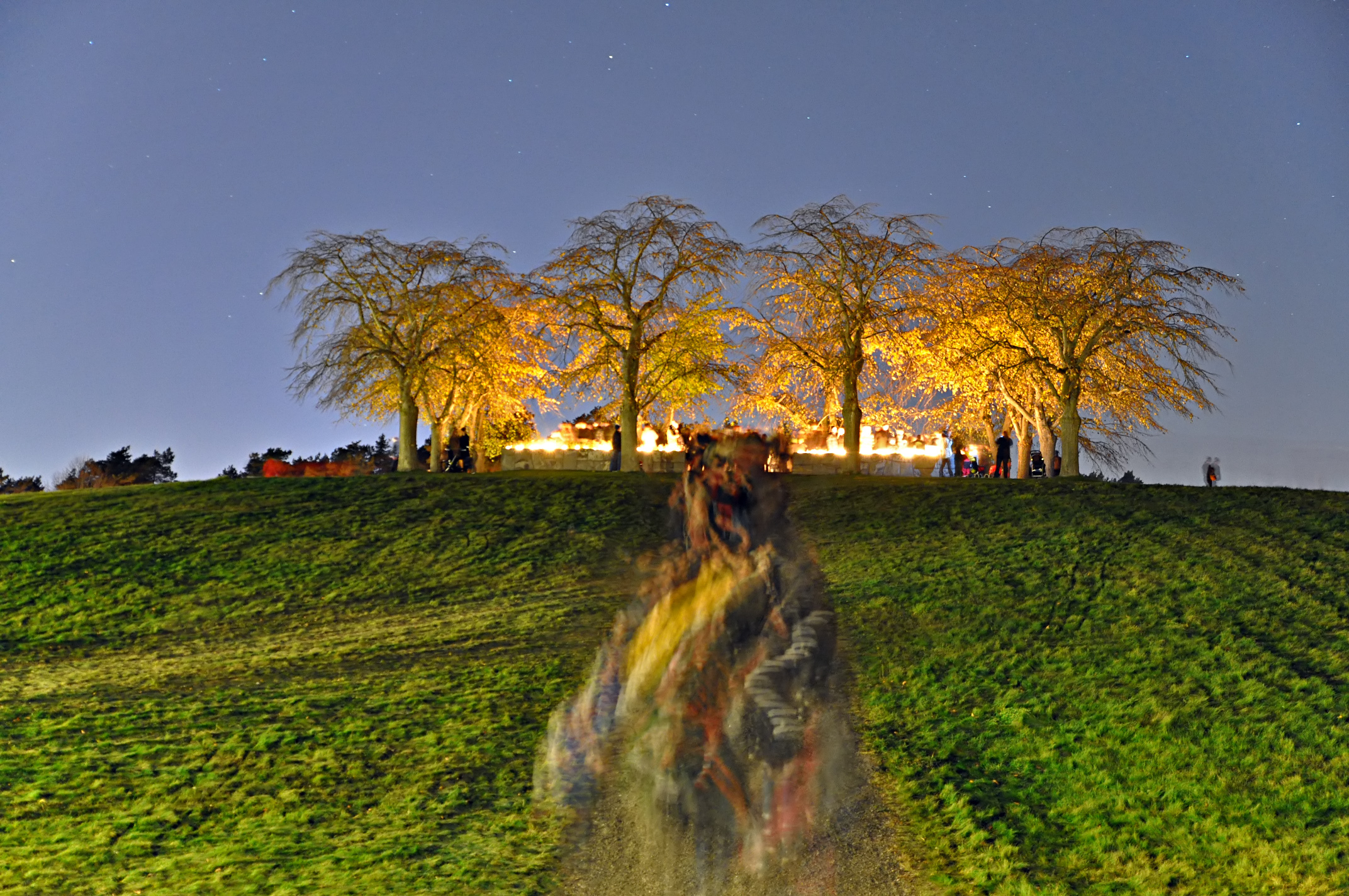
Almhöjden, Allhelgonadagen 2010
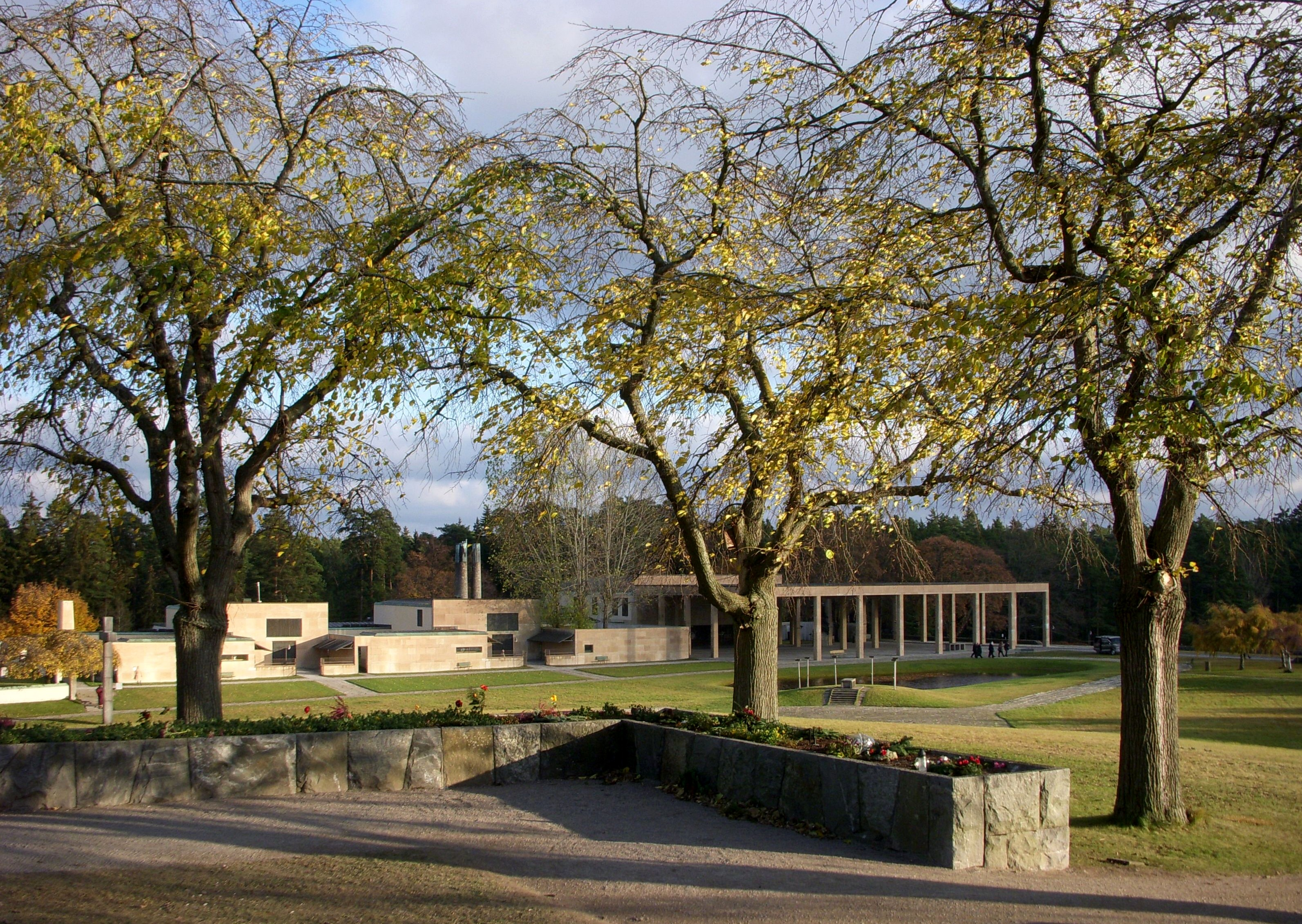
Vy från Almhöjden mot öst